# او-۵۳۰
او-530 (به آلمانی: U-530) یک او-بوت کریگس‌مارینه از نوع ۹سی بود.

## تاریخچه عملیاتی
شایعاتی منتشر شده است که او-۵۳۰ در آخرین سفر خود در همراهی با او-۹۷۷، برخی از رهبران بلندپایه رایش سوم را به آرژانتین منتقل کرده است.

## نگارخانه

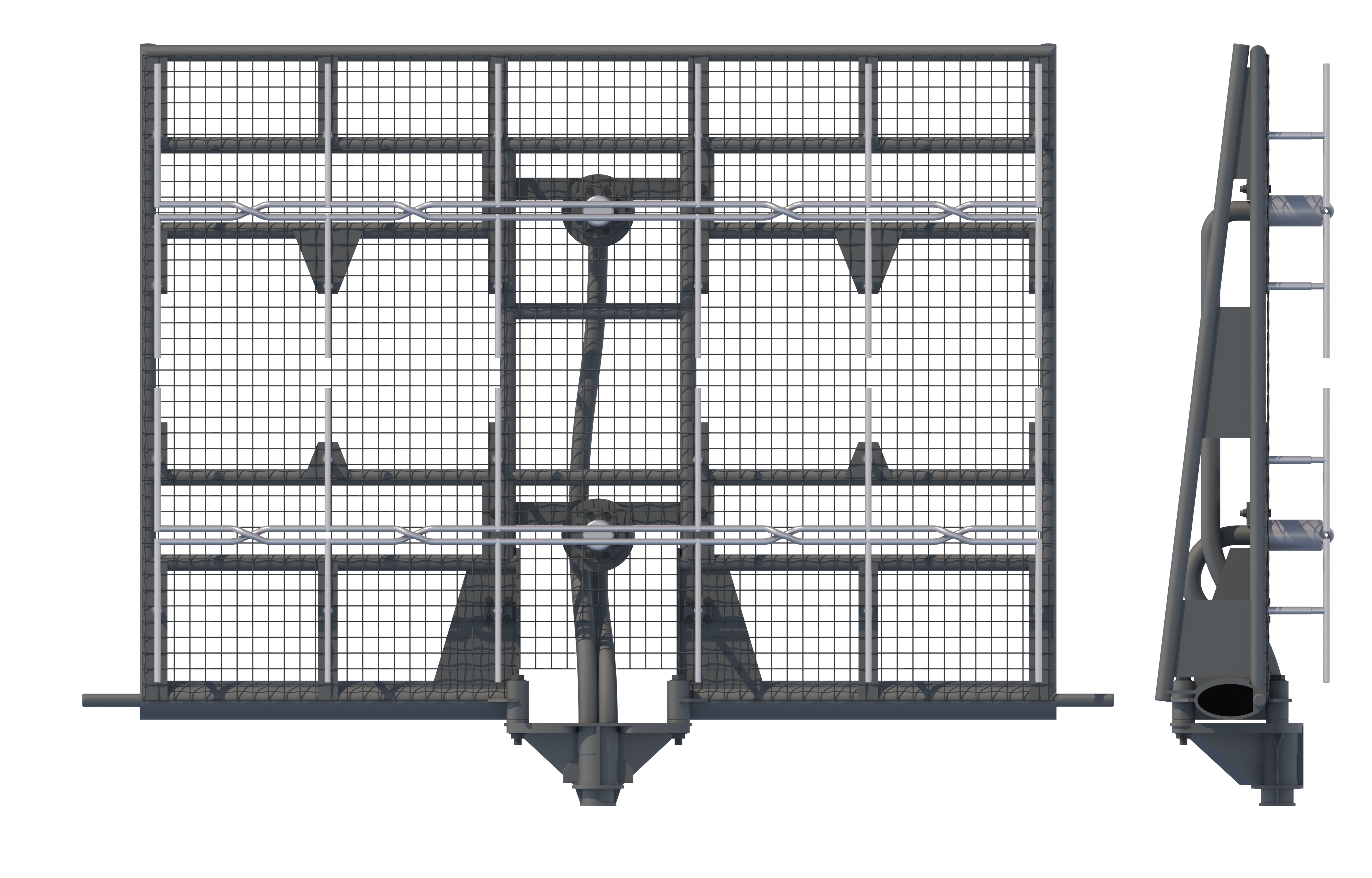
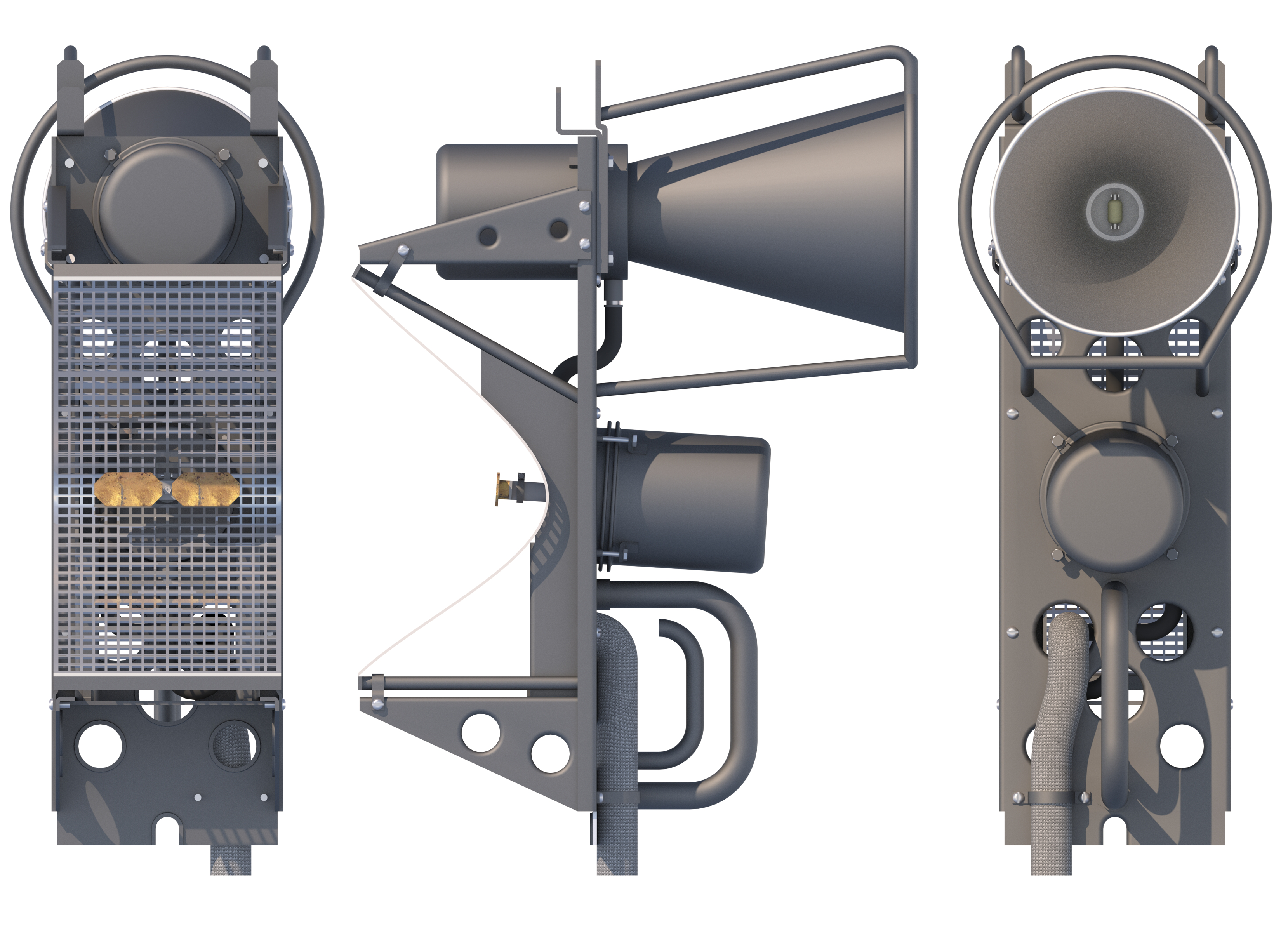